# 瑜伽士

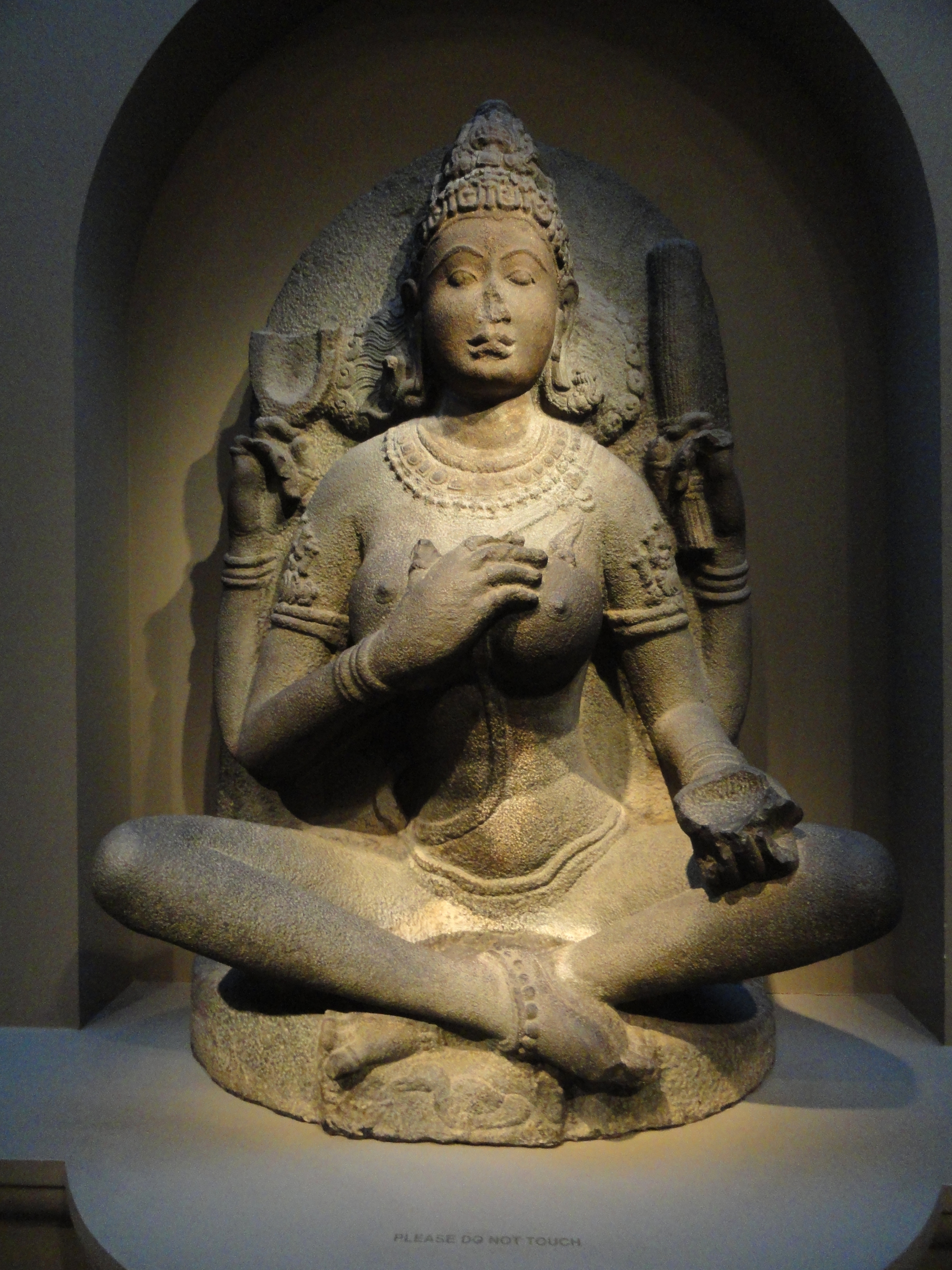
一名印度10世紀的瑜珈士雕像

瑜珈士（Yogi；陰性形式：Yogini）是指瑜珈的實踐者，包括印度宗教中的棄絕期或冥想練習者。
自公元12世紀以來，瑜伽士也被用以指稱印度教中 Nath siddha 傳統的成員，以及印度教、佛教和耆那教中的怛特羅修行者。在印度教神話中，濕婆和雪山神女被描繪成一對象徵性的陽性和陰性瑜伽實踐者。